# Odo z Cluny
Odo z Cluny, Odon z Cluny (ur. ok. 878 w Maine we Francji, zm. 18 listopada 942 w Tours) – teoretyk muzyki, opat klasztoru św. Piotra i Pawła w Cluny, święty Kościoła katolickiego.
Jest autorem 3 hymnów i 2 antyfon ku czci św. Marcina. Tradycyjnie przypisuje mu się także Dialogus de musica (pokrewny Micrologusowi Guidona z Arezzo), choć traktat ten jest prawdopodobnie dziełem opata Odona z Arezzo.
Wspomnienie liturgiczne w Kościele katolickim obchodzone jest 18 listopada.